# 尼日利亚女医生协会
尼日利亚女医生协会，是一个尼日利亚女性健康组织，该组织由尼日利亚医疗和牙科委员会注册的女医生组成。它旨在通过倡导患者权益（包括提供社区健康检查项目），以改善尼日利亚妇女的健康状况。
尼日利亚女医生协会隶属于尼日利亚医学协会和国际女医生协会，在尼日利亚全国36个州中的34个州开展工作。2019年9月14日，原主席乔伊斯·巴伯向米尼尼姆·奥塞吉博士（Dr. Mininim I. Oseji）交接，后者随即担任该协会的第22任全国主席。

## 历史
MWAN的创始人苏格特·奥卢达伊西·奥敦坦博士参加了1974年在里约热内卢举行的国际女医生协会年会深受启发，在返回尼日利亚后，她为尼日尔三角洲的女性医务人员创建了自己的国家组织。1975年6月4日，国际女医生协会在伊巴丹的大学学院医院首次举行会议。
1976年在东京举行的国际女医生协会大会上，尼日利亚女医生协会正式加入了国际社会。艾琳·伊戈达罗博士（Dr. Irene Ighodaro）担任尼日利亚女医生协会首任主席。1979年5月19日，首次两年一度的会议在拉各斯大学教学医院举行。在2019年7月举行的国际女医生协会百年庆祝年会上，尼日利亚女医生协会前主席埃莉诺·恩瓦迪诺比（2007-2009年）出任国际女医生协会主席。
2017年，该组织为6000名妇女进行了宫颈癌检查，并计划每年为8000名妇女进行检查。